# Academisch Symfonieorkest van de Russische Federatie
Het Academisch Symfonieorkest van de Russische Federatie is een symfonieorkest dat is opgericht in de jaren 30. Het orkest werd destijds samengesteld uit topmusici uit andere orkesten binnen de Sovjet-Unie. Het eerste concert vond plaats in oktober 1936 in de concertzaal van het Conservatorium van Moskou.
Het orkest was voornamelijk gericht op Rusland en maakte zijn eerste buitenlandse reis in 1957. De eerste uitvoering was in 1960 in Madison Square Garden in New York.

## Chef-dirigenten
- 1936-1941: Aleksandr Gaoek
- 1941-1945: Nathan Rachlin
- 1946-1965: Konstantin Ivanov
- 1965-2000: Jevgeni Svetlanov
- 2000-heden: Vasili Sinajski